# Rzepki (województwo mazowieckie)
Rzepki – wieś w Polsce położona w województwie mazowieckim, w powiecie sochaczewskim, w gminie Iłów.
Sołectwo Łaziska-Leśniaki-Rzepki tworzą wsie Łaziska, Leśniaki i Rzepki.
W latach 1975–1998 miejscowość administracyjnie należała do województwa płockiego.